# Конфедерація Аро
Конфедерація Аро  — політичний союз, організований клановими групами народності ігбо головним чином навколо міста-держави Арочукву. 1902 року підкорено Великою Британією, увійшовши до складу протекторату Південна Нігерія.

## Історія
З метою протистояння сусідніми держава-містам, насамперед Калабарі, Бонні, Аква-Акпа і Нембе, наприкінці XVII ст. почав утворюватися союз громад і вождеств аро.
В середині XVIII століття почалися масові міграції декількох племен аро у внутрішні області ігбо. Завдяки своїй ролі хранителів оракула Арочукву, аро могли вільно пересуватися всією територією, населеній ігбо. Поставивши торгівлю під свій контроль і отримавши доступ до європейських товарів, аро укріпили свої позиції в торгівлі. Завдяки союзу з декількома сусідніми войовничими державами ігбо й племенами східного Заріччя Нігеру, зокрема охафія, абам, абіріба, афікпо, екої і використанню вогнепальної зброї вони утворили конфедерацію міст аро.
Найбільшої потуги конфедерація аро досягла на початку XIX ст. З середини століття посилюється вплив Великої Британії в регіоні. Це відбулося в поступовому підкоренні узбережжя на захід і схід від гирла річки Нігер. Аро опиралися проникненню британців у глибинні райони, розуміючи, що це загрожує їхньому економічному та релігійному пануванню в регіоні. Почалося протистояння за області південних ігбо та ібібіо.
З 1890-х років військове протистояння загострюється. Після невдалих перемовин в 1899 році британці стали готувати захоплення Конфедерації Аро, обґрунтовуючи необхідністю знищення работоргівлі та припинення людських жертвоприношень у племен аро. У 1901 році війська аро завдали поразки державі Огібу — союзниці Великої Британії. Цей випадок остання використала як привід до війни з конфедерацією. 25 грудня 1901 року столицю Арочукву захопили попри сильний опір племен аро.
До весни 1902 року війна закінчилася, а конфедерація Аро припинила своє існування, ставши частиною протекторату Південна Нігерія.

## Територія
Вплив цього державного утворення поширювалося на регіони східної Нігерії, включаючи гирло річки Нігер і південну частину Ігала в XVIII і XIX століттях. Також аро стверджували, що їх вплив поширювався на частину сучасного Камеруну і Екваторіальній Гвінеї.

## Устрій
Складалося з міст-держав, що входили до конфедерації. Найпотужнішими були Арочукву, Аджаллі, Арондіжуогу і Бенде. На чолі стояв виборний володар (езе), що обирався серед правителів (вождів) міст-держав, оракула.
Арочукву був економічним, політичним і релігійним центром, в ньому розташовувався оракул Ібінь Укпабі (божества всього народу ігбо), шамани, резиденція езе аро та інших вождів народу ігбо.

## Економіка
Основу становила работоргівля. Для цього езе аро використовували авторитет оракула Арочукву. Останній вимагав жертв — «жер» поганих людей. Це «пожирання» насправді виглядала як продаж рабів. Згодом подібним подібним шляхом було неможливо забезпечити попит на рабів, тому збройні загони аро почали здійснювати набіги на довколишні райони. Захоплених в полон везли до узбережжя. Регулярність работоргівлі забезпечувало «таємне товариство» Екпе, яке об'єднувало місцеву торгову еліту, утворивши широку мережу. У 1711—1810 роках в результаті такої активності Екпе східна частина дельти Нігера поставила європейським работорговцям до 1 млн рабів. Работоргівля тут тривала в таких же масштабах до 1840 року.
В подальшому також здійснювалася торгівля пальмовою олією. Розраховувалися манілою та каурі.

## Релігія
Головним божеством був Ібіні-Упаді.